# Esmée Denters

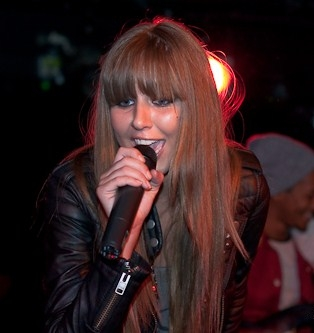
2009-ben

Esmée Denters (Arnhem, 1988. szeptember 28. –) holland énekesnő és YouTube-személyiség. 2006 óta zenél online, először többek között Justin Timberlake és Natasha Bedingfield dalait dolgozta fel, ezzel szerzett ismertséget az interneten. 2009-re több mint 100 millió megtekintése volt a videómegosztón, ezzel akkoriban világszerte a második legsikeresebb zenésznek számított, csak Britney Spearsnek volt nála több megtekintése, de megelőzte például 50 Centet vagy Michael Jacksont is. Ezután Timberlake leszerződtette a Tennman Records kiadóhoz, ahol még abban az évben megjelent debütáló albuma, az "Outta Here", majd közös koncertturnéra indult Timberlake-kel. Később Londonba költözött, itt a BBC One tehetségkutatójában, a The Voice UK-ben is szerepelt. Nagylemeze mellett három EP-je is megjelent.

## Diszkográfia

### Stúdióalbumok
- Outta Here (2009)

### EP-k
- From Holland To Hillside (2013)
- These Days (2017)
- These Days, Pt. 2 (2018)

## Fordítás
- Ez a szócikk részben vagy egészben  az   Esmée Denters című angol Wikipédia-szócikk fordításán alapul.  Az eredeti cikk szerkesztőit annak laptörténete sorolja fel. Ez a jelzés csupán a megfogalmazás eredetét és a szerzői jogokat jelzi, nem szolgál a cikkben szereplő információk forrásmegjelöléseként.